# Waldo Salt: A Screenwriter's Journey
Pour plus de détails, voir Fiche technique et Distribution.
Waldo Salt: A Screenwriter's Journey est un film américain réalisé par Eugene Corr et Robert Hillmann, sorti en 1992. Le film a été diffusé dans le cadre de l'émission American Masters.

## Synopsis
Le documentaire s'intéresse au scénariste Waldo Salt, placé sur la liste noire de Hollywood dans les années 1950.

## Fiche technique
- Titre : Waldo Salt: A Screenwriter's Journey
- Réalisation : Eugene Corr et Robert Hillmann
- Scénario : Eugene Corr
- Musique : Todd Boekelheide
- Montage : Michael Chandler
- Narrateur : Peter Coyote
- Production : Robert Hillmann et Eugene X
- Société de production : 1515 Productions, American Masters Pictures, Artemis Rising Productions, Bay Bottom News, Crew Neck Productions, DOC Film Institute, Dakota Group, DeepFocus Productions, Eagle Rock Entertainment, High Line Productions, Historic Music Library, ITVS International, KQED Public Broadcasting, Malpaso Productions, Merrywidow Films, NGL Studios, On-Screen Entertainment, Perfect Day Films, Public Broadcasting Service, RPM Television Productions, Rainy Mountain Media, Raven Rouge, Red Envelope Entertainment, Spy Pond Productions, Steeplechase Films, Submarine Entertainment, Turner Entertainment, Twin Cities Public Television, UnLadyLike Productions, Vision Maker Media, Vulcan Productions, WNET et Yap Films
- Société de distribution : Abramorama (États-Unis)
- Pays :  États-Unis
- Genre : Documentaire
- Durée : 57 minutes
- Dates de sortie : 
  -  États-Unis : 1er mai 1992

## Distinctions
Le film a été nommé à l'Oscar du meilleur film documentaire.